# Grabmal Filip Padniewskis

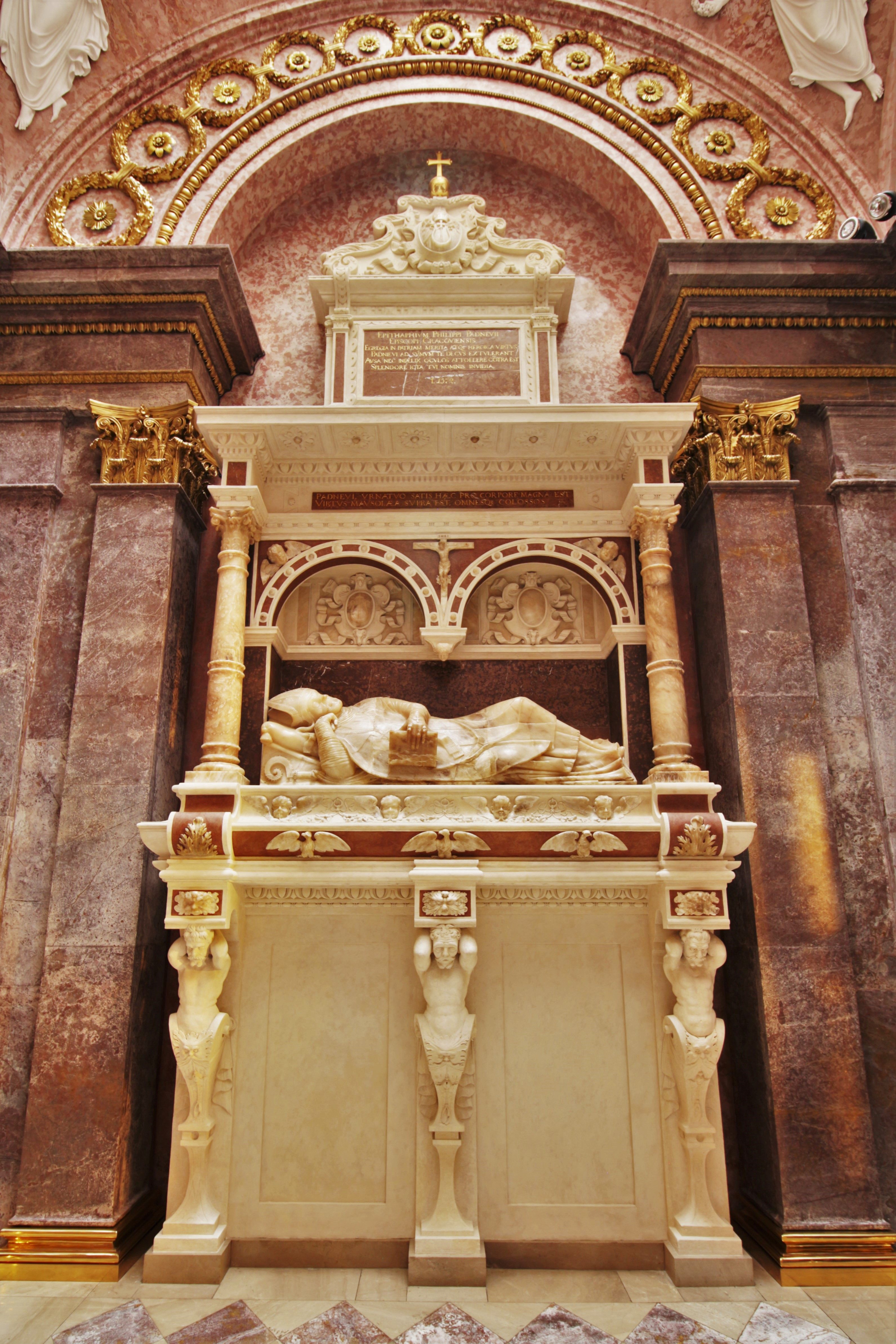
Grabmonument von Bischof Filip Padniewski in der Wawel-Kathedrale

Das Grabmal Filip Padniewskis befindet sich in der Wawel-Kathedrale in Krakau.

## Geschichte
Der Krakauer Bischof Filip Padniewski starb 1572 in Warschau und wurde später nach Krakau überführt und in der später als Potocki-Kapelle bezeichneten Kapelle beigesetzt.
Das Grabmal wurde von Jan Michałowicz im Stil der Hochrenaissance von 1572 bis 1575 geschaffen.

## Beschreibung
Das Grabmal besteht aus hellem und rötlichen Marmor. Der Bischof ist auf der Grabplatte realistisch als Mann mittleren Alters dargestellt, der auf dem rechten Arm abgestützt in der linken Hand die Bibel hält. Sein Kopf ist zur Seite geneigt. Die Figur befindet sich unter zwei Bögen, in deren Mitte ein Kruzifix zu sehen ist. Das Grab wird von drei Atlanten und vier Engeln mit Knabenköpfen getragen.